# Premis Oscar del 2000
Els Premis Oscar del 2000 (en anglès: 73rd Academy Awards) foren presentats el dia 25 de març de 2001 en una cerimònia realitzada al Shrine Auditorium de Los Angeles.
L'esdeveniment fou presentat, per primera vegada, per l'actor i comediant Steve Martin.

## Curiositats
La pel·lícula més nominada de la nit fou Gladiator de Ridley Scott, que aconseguí 12 nominacions i cinc premis, entre ells millor pel·lícula, actor principal (Russell Crowe) o efectes visuals entre d'altres, convertint-se en el primer film en guanyar el premi a millor pel·lícula sense aconseguir guanyar el premi de millor director o millor guió des de All the King's Men de Robert Rossen l'any 1949. El premi a millor director recaigué en Steven Soderbergh, que rebé sengles nominacions a millor direcció per Erin Brockovich i Traffic (per la qual rebé l'Oscar), convertint-se en el tercer director en aconseguir aquest fet després de Frank Lloyd i Michael Curtiz.
La pel·lícula taiwanesa Tigre i drac d'Ang Lee es convertí en el tercer film de parla no anglesa en aconseguir sengles nominacions a millor pel·lícula i millor pel·lícula de parla no anglesa (que guanyà) després de Z de Costa-Gavras en l'edició de 1969 i La vida és bella de Roberto Benigni en l'edició de 1998. Així mateix es convertí en la pel·lícula de parla no anglesa més nominada dels premis al llarg de la història amb 10 nominacions i amb la més premiada amb quatre premis, empatada amb Fanny i Alexander d'Ingmar Bergman en l'edició de 1983.

## Premis
A continuació es mostren les pel·lícules que varen guanyar i que estigueren nominades a l'Oscar l'any 2000:
| Millor pel·lícula | Millor direcció |
| --- | --- |
| - Gladiator (Douglas Wick, David Franzoni i Branko Lustig per a Scott Free Productions i Red Wagon Entertainment) - Chocolat (David Brown, Kit Golden i Leslie Holleran per a Miramax Films) - Erin Brockovich (Danny DeVito, Michael Shamberg i Stacey Sher per a Jersey Films) - Tigre i drac (Bill Kong, Hsu Li Kong i Ang Lee per a Asian Union Film & Entertainment) - Traffic (Marshall Herskovitz, Edward Zwick i Laura Bickford per a Bedford Falls Productions, Laura Bickford Productions, Initial Entertainment Group) | - Steven Soderbergh per Traffic - Stephen Daldry per Billy Elliot - Steven Soderbergh per Erin Brockovich - Ridley Scott per Gladiator - Ang Lee per Tigre i drac |
| Millor actor | Millor actriu |
| - Russell Crowe per Gladiator com a General Maximus Decimus Meridius - Javier Bardem per Before Night Falls com a Reinaldo Arenas - Tom Hanks per Nàufrag com a Chuck Noland - Ed Harris per Pollock com a Jackson Pollock - Geoffrey Rush per Quills com a Marquès de Sade | - Julia Roberts per Erin Brockovich com a Erin Brockovich - Joan Allen per Candidata al poder com a Laine Hanson - Juliette Binoche per Chocolat com a Vianne Rocher - Ellen Burstyn per Rèquiem per un somni com a Sara Goldfarb - Laura Linney per You Can Count on Me com a Sammy Prescott |
| Millor actor secundari | Millor actriu secundària |
| - Benicio del Toro per Traffic com a Javier Rodriguez - Jeff Bridges per Candidata al poder com a President Jackson Evans - Willem Dafoe per L'ombra del vampir com a Max Schreck - Albert Finney per Erin Brockovich com a Edward L. Masry - Joaquin Phoenix per Gladiator com a Còmmode | - Marcia Gay Harden per Pollock com a Lee Krasner - Judi Dench per Chocolat com a Armande Voizin - Kate Hudson per Gairebé famosos com a Penny Lane - Frances McDormand per Gairebé famosos com a Elaine Miller - Julie Walters per Billy Elliot com a Georgia Wilkinson |
| Millor guió original | Millor guió adaptat |
| - Cameron Crowe per Gairebé famosos - Lee Hall per Billy Elliot - Susannah Grant per Erin Brockovich - David Franzoni (història i guió), John Logan (guió) i William Nicholson (guió) per Gladiator - Kenneth Lonergan per You Can Count on Me | - Stephen Gaghan per Traffic (sobre la sèrie de TV "Traffik" de Simon Moore) - Robert Nelson Jacobs per Chocolat (sobre hist. de Joanne Harris) - Steve Kloves per Joves prodigiosos (sobre hist. de Michael Chabon) - Joel i Ethan Coen per O Brother, Where Art Thou? (sobre l'Odissea d'Homer) - James Schamus, Hui-Ling Wang i Kuo Jung Tsai per Tigre i drac (sobre hist. de Wang Dulu)                                                                                           |
| Millor pel·lícula de parla no anglesa | |
| - Tigre i drac d'Ang Lee (Taiwan) - Amores perros d'Alejandro González Iñárritu (Mèxic) - Le Goût des autres d'Agnès Jaoui (França) - Iedereen Beroemd! de Dominique Deruddere (Bèlgica) - Musíme si pomáhat de Jan Hřebejk (República Txeca) | |
| Millor banda sonora | Millor cançó original |
| - Tan Dun per Tigre i drac - Rachel Portman per Chocolat - Hans Zimmer per Gladiator - Ennio Morricone per Malèna - John Williams per El patriota | - Bob Dylan (música i lletra) per Joves prodigiosos ("Things Have Changed") - Randy Newman (música i lletra) per Els pares d'ella ("A Fool In Love") - Björk (música); Lars von Trier i Sjon Sigurdsson (lletra) per Dancer in the Dark ("I've Seen It All") - Sting (música i lletra) i David Hartley (música) per L'emperador i les seves bogeries ("My Funny Friend and Me") - Jorge Calandrelli i Tan Dun (música); James Schamus (lletra) per Tigre i drac ("A Love Before Time") |
| Millor fotografia | Millor maquillatge |
| - Peter Pau per Tigre i drac - John Mathieson per Gladiator - Lajos Koltai per Malèna - Roger Deakins per O Brother, Where Art Thou? - Caleb Deschanel per El patriota | - Rick Baker i Gail Ryan per The Grinch - Michèle Burke i Edouard Henriques per The Cell - Ann Buchanan i Amber Sibley per L'ombra del vampir |
| Millor direcció artística | Millor vestuari |
| - Timmy Yip per Tigre i drac - Arthur Max; Crispian Sallis per Gladiator - Michael Corenblith; Merideth Boswell per The Grinch - Martin Childs; Jill Quertier per Quills - Jean Rabasse; Françoise Benoît-Fresco per Vatel | - Janty Yates per Gladiator - Rita Ryack per The Grinch - Jacqueline West per Quills - Tim Yip per Tigre i drac - Anthony Powell per 102 Dalmatians |
| Millor muntatge | Millor so |
| - Stephen Mirrione per Traffic - Joe Hutshing i Saar Klein per Gairebé famosos - Pietro Scalia per Gladiator - Dede Allen per Joves prodigiosos - Tim Squyres per Tigre i drac | - Scott Millan, Bob Beemer i Ken Weston per Gladiator - Randy Thom, Tom Johnson, Dennis S. Sands i William B. Kaplan per Nàufrag - Kevin O'Connell, Greg P. Russell i Lee Orloff per El patriota - John T. Reitz, Gregg Rudloff, David E. Campbell i Keith A. Wester per La tempesta perfecta - Steve Maslow, Gregg Landaker, Rick Kline i Ivan Sharrock per U-571 |
| Millors efectes visuals | Millors efectes sonors |
| - John Nelson, Neil Corbould, Tim Burke i Rob Harvey per Gladiator - Scott E. Anderson, Craig Hayes, Scott Stokdyk i Stan Parks per Hollow Man - Stefen Fangmeier, Habib Zargarpour, John Frazier i Walt Conti per La tempesta perfecta | - Jon Johnson per U-571 - Alan Robert Murray i Bub Asman per Space Cowboys |
| Millor documental | Millor curtmetratge documental |
| - Into the Arms of Strangers: Stories of the Kindertransport de Mark Jonathan Harris i Deborah Oppenheimer - Legacy de Tod Lending - Long Night's Journey into Day de Frances Reid i Deborah Hoffmann - Scottsboro: An American Tragedy de Barak Goodman i Daniel Anker - Sound and Fury de Josh Aronson i Roger Weisberg | - Big Mama de Tracy Seretean - Curtain Call de Chuck Braverman i Steve Kalafer - Dolphins de Greg MacGillivray i Alec Lorimore - The Man on Lincoln's Nose de Daniel Raim - On Tiptoe: Gentle Steps to Freedom d'Eric Simonson i Leelai Demoz |
| Millor curtmetratge | Millor curtmetratge d'animació |
| - Quiero ser (I want to be ...) de Florian Gallenberger - By Courier de Peter Riegert i Ericka Frederick - One Day Crossing de Joan Stein i Christina Lazaridi - Seraglio de Gail Lerner i Colin Campbell - A Soccer Story de Paulo Machline | - Father and Daughter de Michael Dudok de Wit - Periwig Maker de Steffen Schäffler i Annette Schäffler - Rejected de Don Hertzfeldt |

## Premi Honorífic

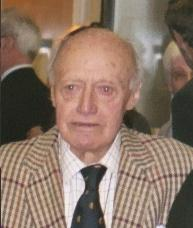
Jack Cardiff el 2004.

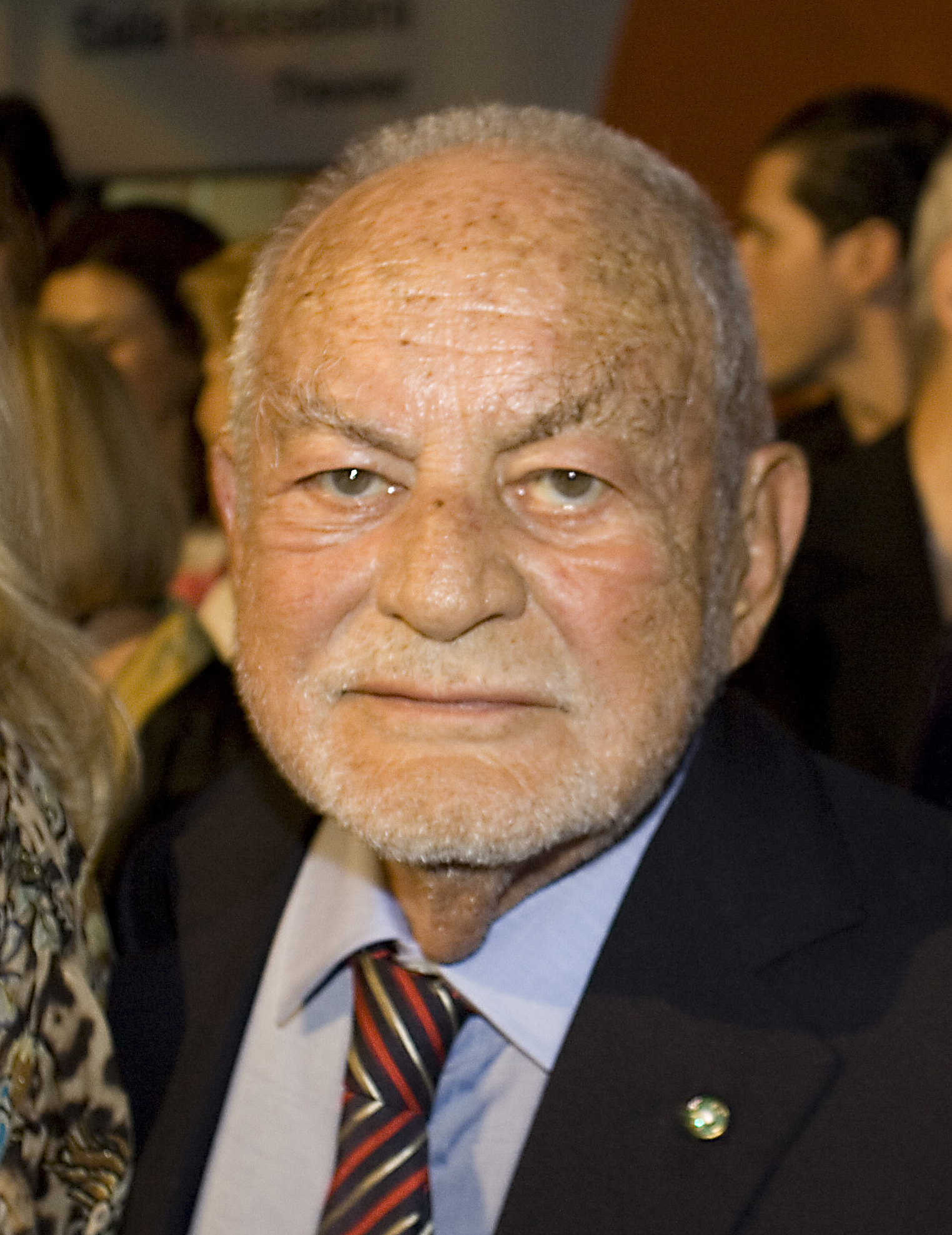
Dino De Laurentis el 2009.

- Jack Cardiff - mestre de la llum i color. [estatueta]
- Ernest Lehman - en reconeixement d'un conjunt de variats i perdurables treballs. [estatueta]

## Premi Irving G. Thalberg
- Dino De Laurentiis

## Premi Gordon E. Sawyer
- Irwin Young

## Presentadors
| Nom                                       |                                                                                                   |
| ----------------------------------------- | ------------------------------------------------------------------------------------------------- |
| Gina Tuttle                               | Anunciadora dels premis                                                                           |
| Susan J. Helms Yury Usachov James S. Voss | Introducció al presentador Steve Martin                                                           |
| Catherine Zeta-Jones                      | Millor direcció artística                                                                         |
| Nicolas Cage                              | Millor actriu secundària                                                                          |
| Russell Crowe                             | millor edició                                                                                     |
| Ben Stiller                               | Millor curtmetratge i curtmetratge animat                                                         |
| Halle Berry                               | Introducció a la interpretació de la cançó nominada "My Funny Friend and Me"                      |
| Ben Affleck                               | Presentació del segment Traffic, nominada a millor pel·lícula                                     |
| Penélope Cruz                             | Millor vestuari                                                                                   |
| Robert Rehme (president AMPAS)            | Salutació i anunci de la fi del seu mandat                                                        |
| Angelina Jolie                            | Millor actriu secundària                                                                          |
| Mike Myers                                | Millor so i millors efectes sonors                                                                |
| Ashley Judd                               | Presentació del segment Chocolat, nominada a millor pel·lícula                                    |
| Julia Stiles                              | Introducció a la interpretació de la cançó nominada "A Love Before Time"                          |
| Julia Roberts                             | Millor fotografia                                                                                 |
| Morgan Freeman                            | Presentació del segment Tigre i drac, nominada a millor pel·lícula                                |
| Kate Hudson                               | Millor maquillatge                                                                                |
| Dustin Hoffman                            | Premi Honorífic a Jack Cardiff                                                                    |
| Samuel L. Jackson                         | Millor curtmetratge documental i millor documental                                                |
| Sarah Jessica Parker                      | Introducció a la interpretació de la cançó nominada "A Fool in Love"                              |
| Michelle Yeoh Chow Yun-Fat                | Millors efectes visuals                                                                           |
| Renée Zellweger                           | Premis Científics i Tècnics i Premi Gordon E. Sawyer                                              |
| Sigourney Weaver                          | Presentació del segment Gladiator, nominada a millor pel·lícula                                   |
| Goldie Hawn                               | Introducció a la interpretació de segments de les bandes sonores nominades i Millor banda sanora  |
| Anthony Hopkins                           | Premi Irving G. Thalberg a Dino De Laurentiis                                                     |
| Winona Ryder                              | Introducció a la interpretació de la cançó nominada "I've Seen It All"                            |
| John Travolta                             | Presentació del tribut In Memoriam                                                                |
| Juliette Binoche Jack Valenti             | Millor pel·lícula de parla no anglesa                                                             |
| Jennifer Lopez                            | Introducció a la interpretació de la cançó nominada "Things Have Changed" i Millor cançó original |
| Hilary Swank                              | Millor actor                                                                                      |
| Annette Bening                            | Presentació del segment Erin Brockovich, nominada a millor pel·lícula                             |
| Julie Andrews                             | Premi Honorífic a Ernest Lehman                                                                   |
| Kevin Spacey                              | Millor actriu                                                                                     |
| Tom Hanks                                 | Introducció al presentador Arthur C. Clarke                                                       |
| Arthur C. Clarke                          | Millor guió adaptat                                                                               |
| Tom Hanks                                 | Millor guió original                                                                              |
| Tom Cruise                                | Millor direcció                                                                                   |
| Michael Douglas                           | Millor pel·lícula                                                                                 |

### Actuacions
| Nom                        | Paper                        | Peça                                                              |
| -------------------------- | ---------------------------- | ----------------------------------------------------------------- |
| Bill Conti                 | Arranjador musical Conductor | Orquestra                                                         |
| Sting                      | Intèrpret                    | "My Funny Friend and Me" de The Emperor's New Groove              |
| Coco Lee                   | Intèrpret                    | "A Love Before Time" de Tigre i drac                              |
| Susanna Hoffs Randy Newman | Intèrprets                   | "A Fool in Love" de Meet the Parents                              |
| Yo-Yo Ma Itzhak Perlman    | Intèrprets                   | Interpretació de segments musicals nominats a millor banda sonora |
| Björk                      | Intèrpret                    | "I've Seen It All" de Dancer in the Dark                          |
| Bob Dylan                  | Intèrpret                    | "Things Have Changed" de Joves prodigiosos                        |

## Múltiples nominacions i premis
| Premis | Pel·lícula                 |
| ------ | -------------------------- |
| 12     | Gladiator                  |
| 10     | Tigre i drac               |
| 5      | Chocolat                   |
| 5      | Erin Brockovich            |
| 5      | Traffic                    |
| 4      | Gairebé famosos            |
| 3      | Billy Elliot               |
| 3      | Joves prodigiosos          |
| 3      | The Grinch                 |
| 3      | El patriota                |
| 3      | Quills                     |
| 2      | Candidata al poder         |
| 2      | Malèna                     |
| 2      | Nàufrag                    |
| 2      | O Brother, Where Art Thou? |
| 2      | L'ombra del vampir         |
| 2      | Pollock                    |
| 2      | La tempesta perfecta       |
| 2      | U-571                      |
| 2      | You Can Count on Me        |

| Premis | Pel·lícula   |
| ------ | ------------ |
| 5      | Gladiator    |
| 4      | Tigre i drac |
| 4      | Traffic      |